# Sorbus alnifolia
Sorbus alnifolia är en rosväxtart som först beskrevs av Sieb. och Zucc., och fick sitt nu gällande namn av C. Koch. Sorbus alnifolia ingår i släktet oxlar, och familjen rosväxter.

## Underarter
Arten delas in i följande underarter:
- S. a. angulata
- S. a. lobulata

## Bildgalleri

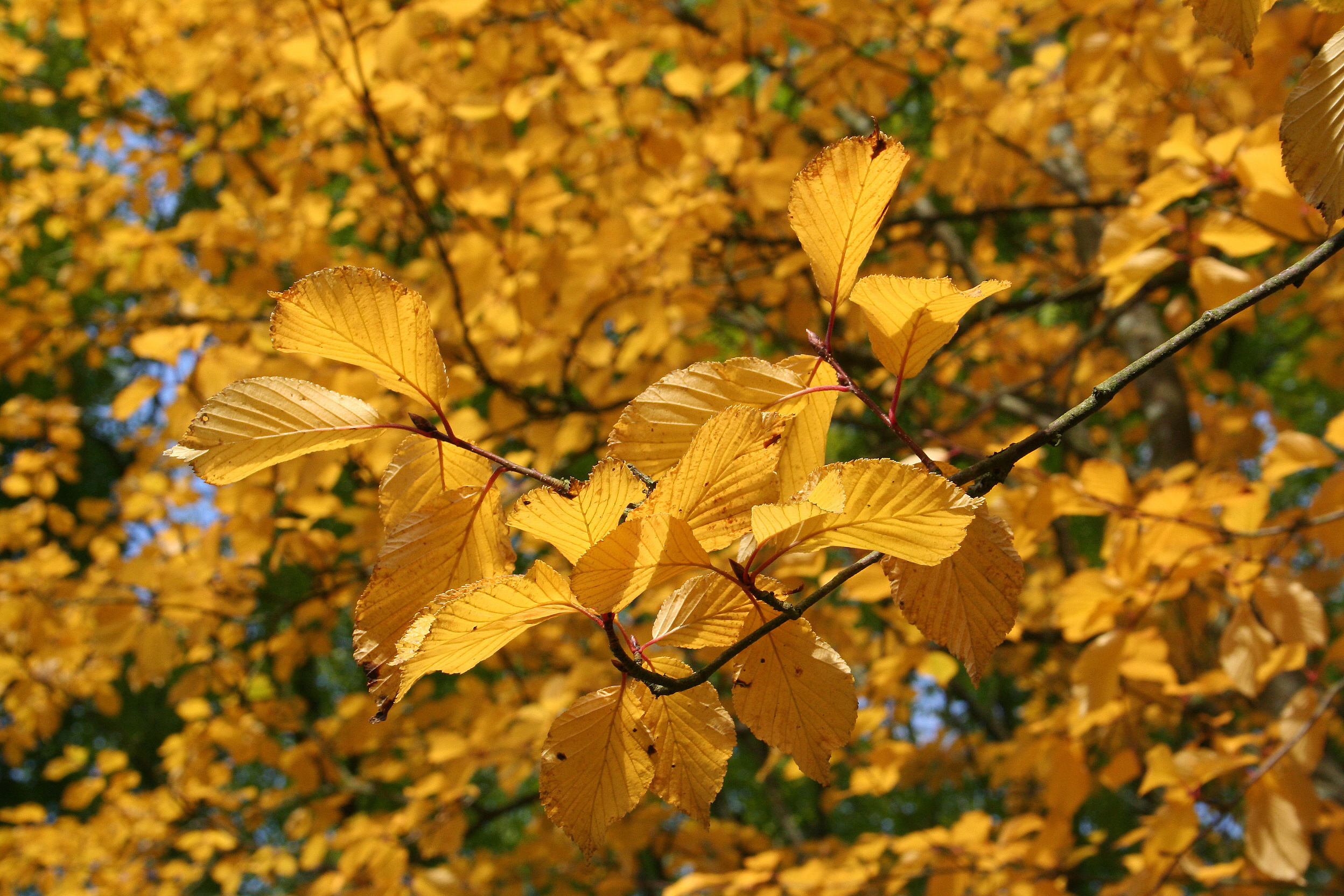
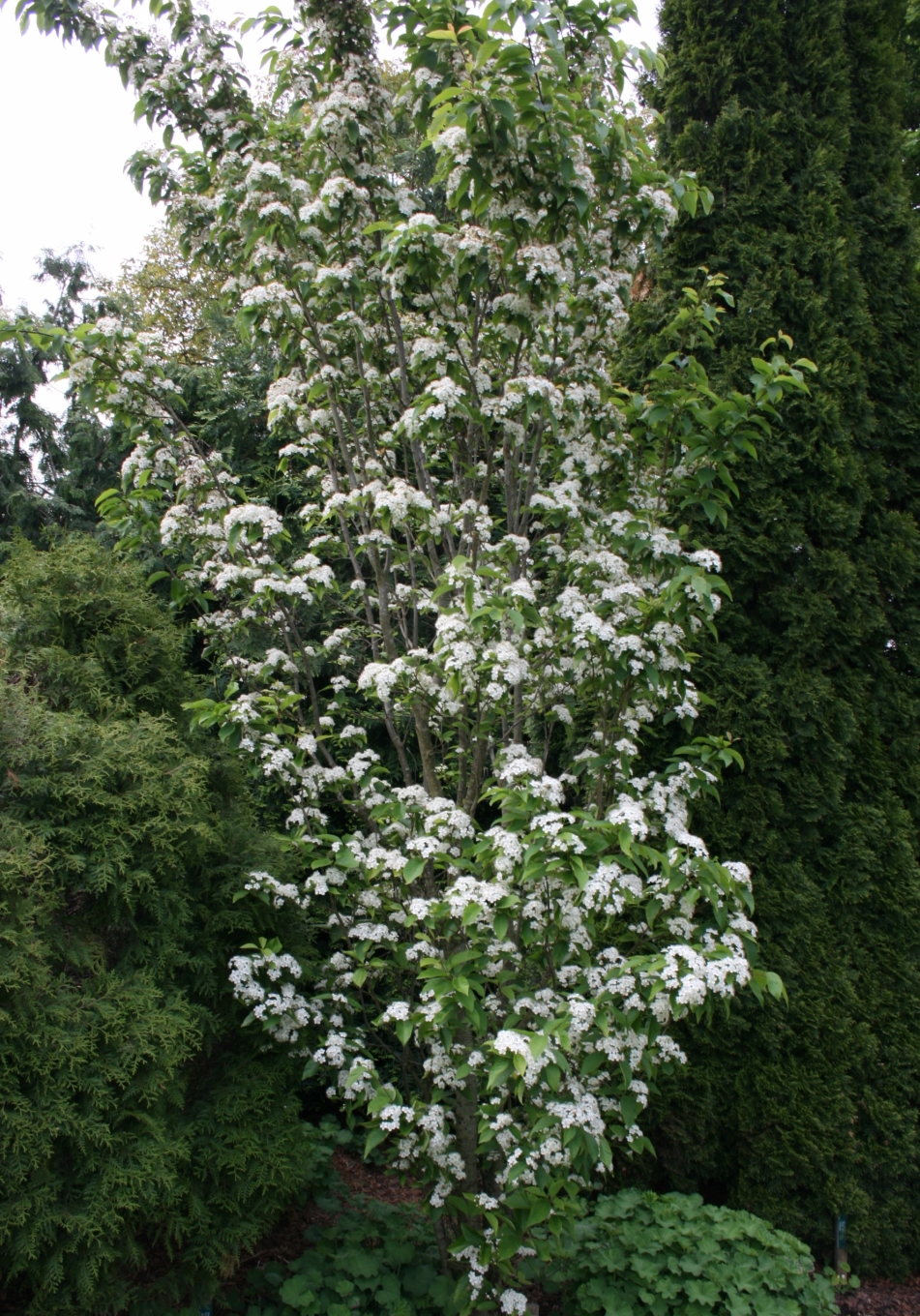
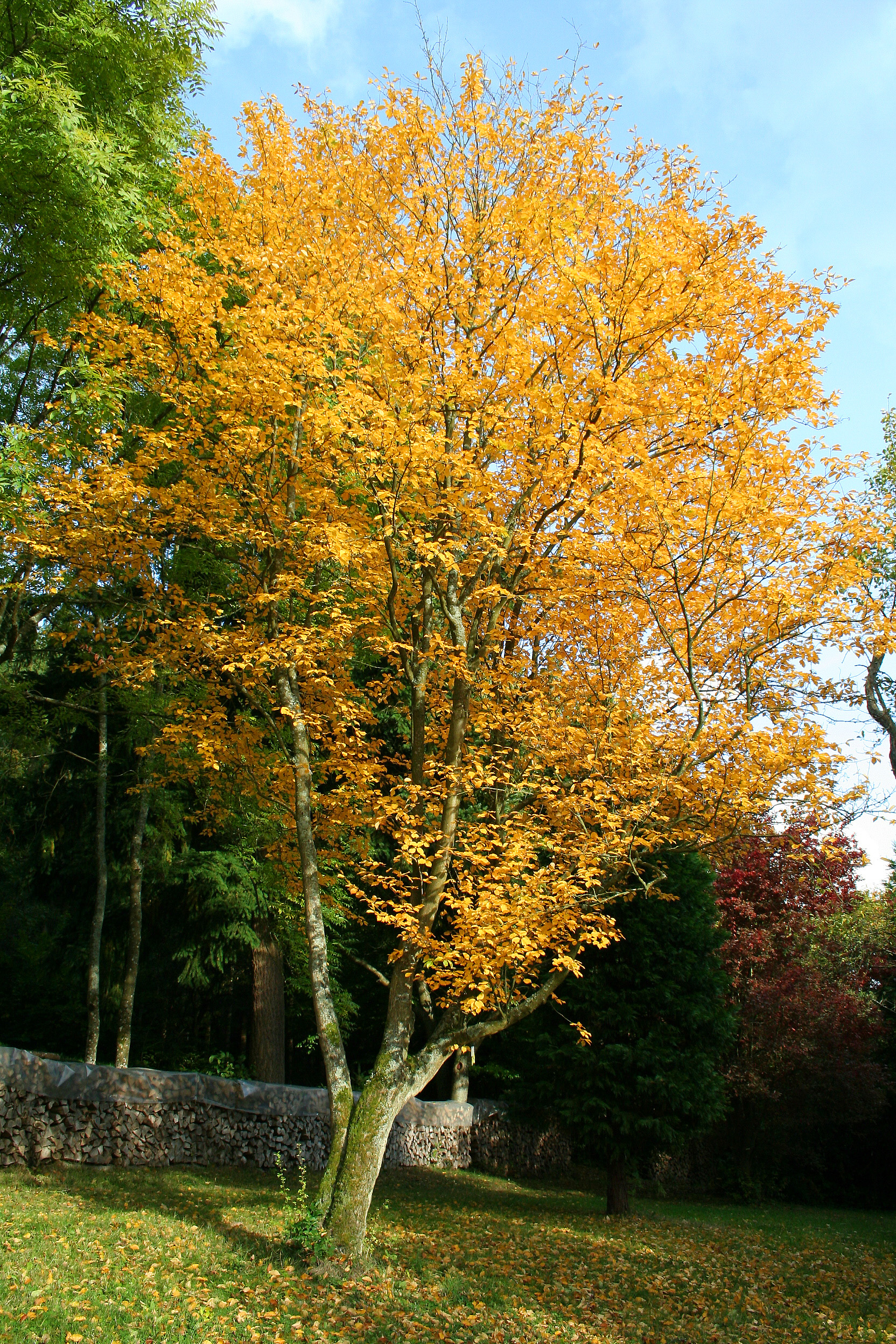
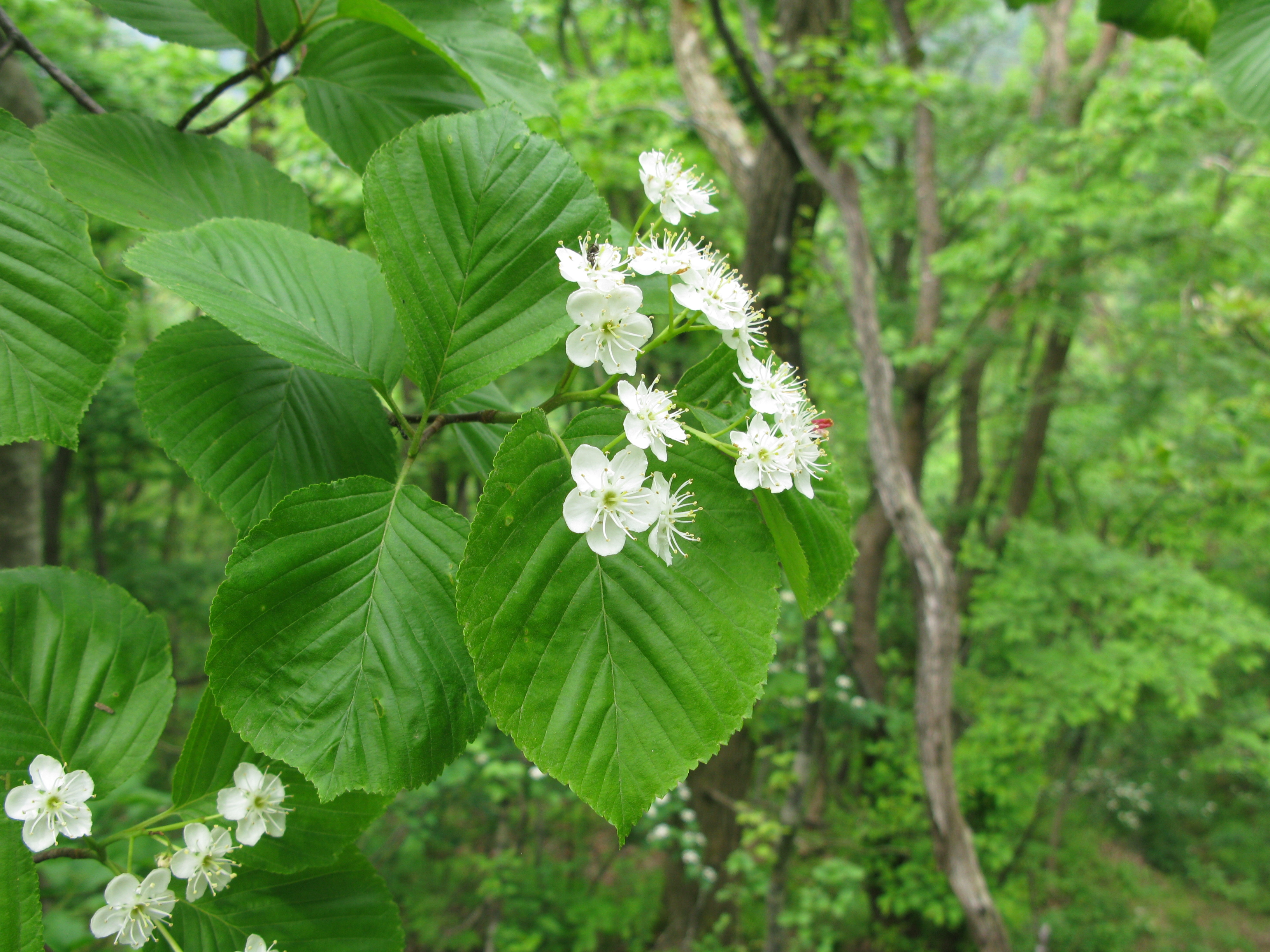
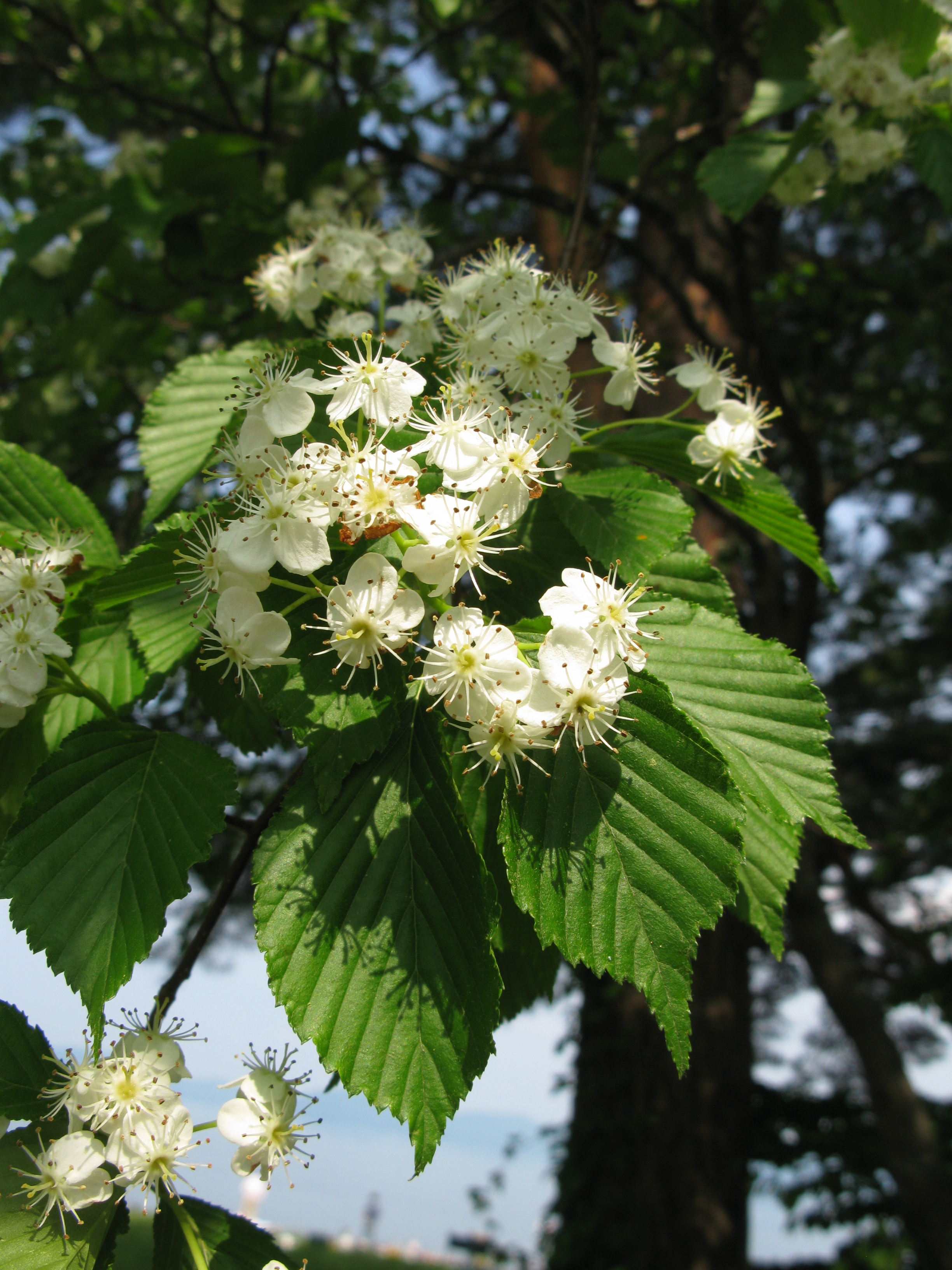
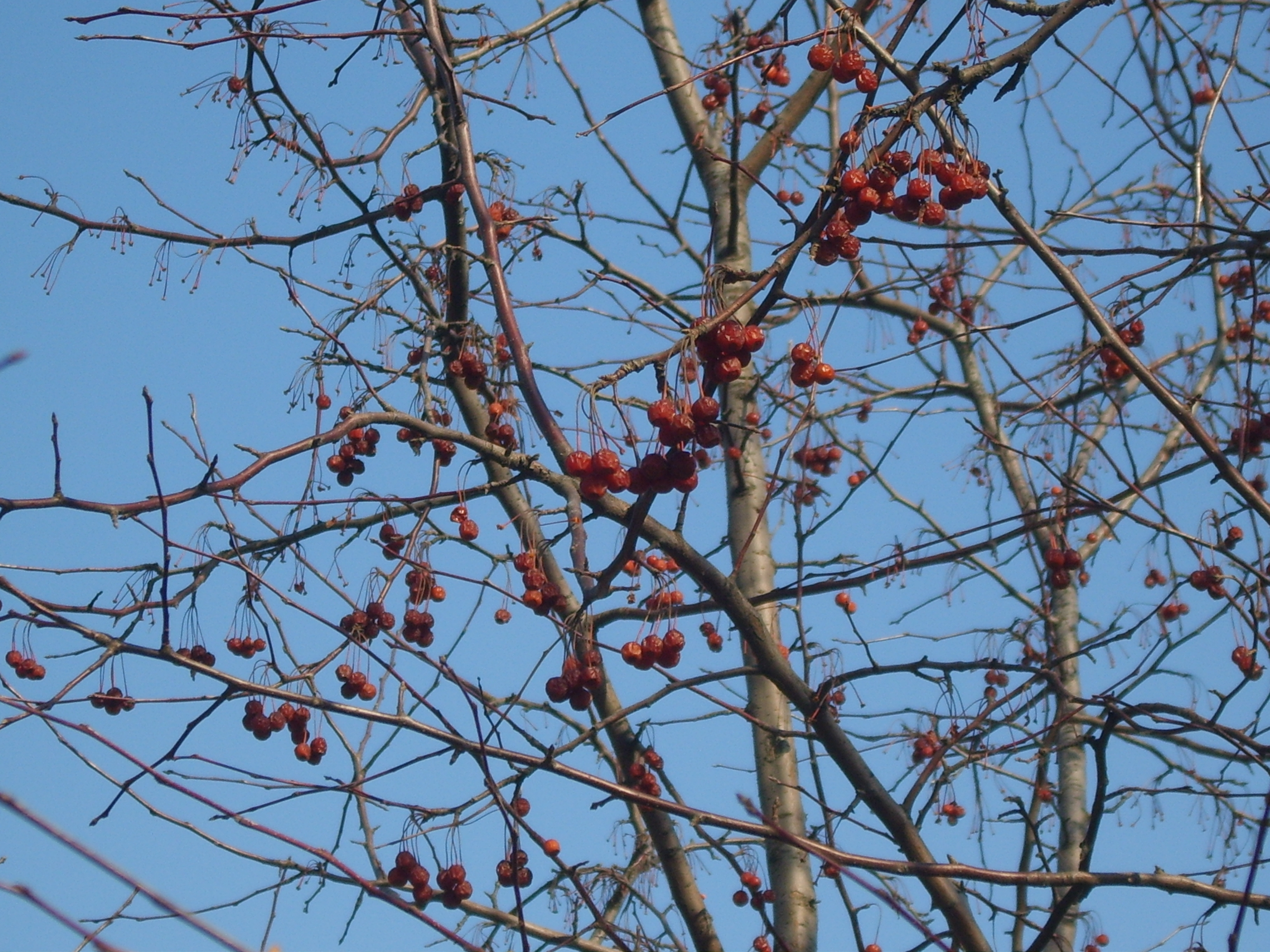